# 7e armée (Union soviétique)
Pour les articles homonymes, voir 7e armée.
La 7e armée est une unité de l'Armée rouge durant la Grande Guerre patriotique.

## Historique opérationnel

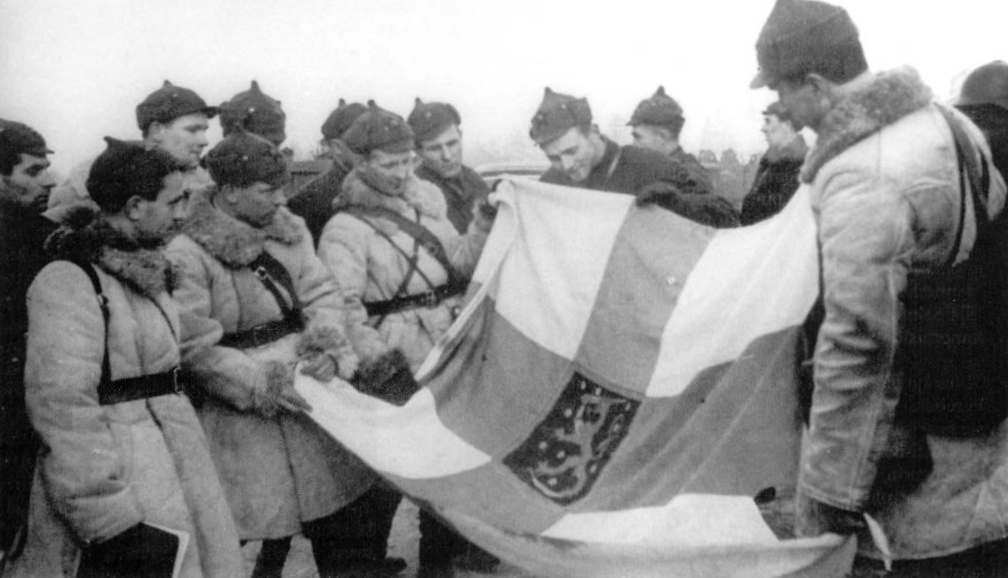
Avec le drapeau finlandais.

La 7e armée est créée pendant l'hiver 1939-1940. Elle se bat contre la Finlande. En novembre 1939, elle comprenait 
- le 19e corps d'armée (dont les (24e, 43e, 70e et 123e divisions d'infanterie)
- le 50e corps d'armée (dont les 49e, 90e, 142e division d'infanterie)
- le 10e corps de réserve (dont la 138e division d'infanterie et une brigade de chars.

La 7e armée est d'abord commandée par Yakovlev, mais son commandement lui est retiré et il retourne à Leningrad. Le commandant durant la guerre est Kirill Meretskov, qui est suspendu en raison de graves échecs et de lourdes pertes. Il est remplacé par Yakovlev. 
La 7e armée est reformée à l'automne 1940 dans le district militaire de Léningrad. Avant le commencement de l'opération Barbarossa, elle couvre la frontière soviétique au nord du lac Ladoga. 
Le 24 juin 1941, la 7e armée comprenait les 54e, 71e, 168e et 237e divisions d'infanterie, la 26e région fortifiée, la 55e division de l'aviation. Elle fait partie du front du Nord, puis du front carélien, et mène des opérations défensives en Carélie. D'octobre 1941 à juin 1944, elle défend la ligne de la rivière Svir entre les lacs Onega et Ladoga.
De juin à août 1944, elle participe à l'opération Svir-Petrozavodsk. Elle est démantelée au début du mois de janvier 1945.

## Liste des commandants
- juin 1941 - juin 1941 : général Filipp Gorelenko [1]
- septembre  - novembre 1941 : général Kirill Meretskov
- juin 1942 - janvier 1943 : général Sergueï Trofimenko (en)
- janvier 1943 - août 1944 : général Alekseï Kroutikov (en)
- août - novembre 1944 : général Vladimir Glouzdovsky